# 汗熱病

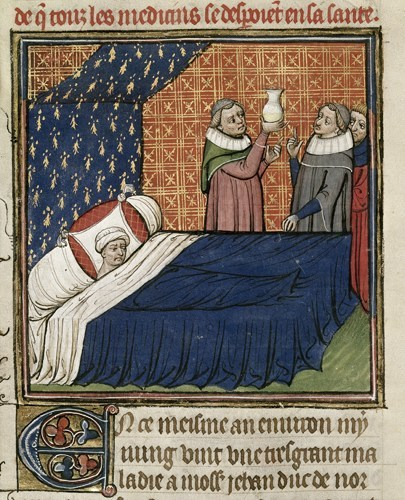
当时一位诺曼底公爵曾染上汗热病。

汗熱病（英文：Sweating sickness），又称英国汗热病（English sweating sickness），是一種發生於英國的不明传染病，欧洲大陆也有疫情报告。此病有高度傳染性，患者常常在数几个小时死亡，死亡率达30%-50%。汗热病的病原可能是汉坦病毒肺综合征或炭疽病。
此病症狀剧烈，最初症状为包括发抖、冷颤，此后出现高烧、头痛、神志不清、出疹，并伴随大量流汗。
该病曾于1485年-1551年间造成五次较大规模的流行病疫情：1485年、1506年、1517年（亨利八世）、1528年、1551年。此后，曾于1578-79年和1802年再度出现。 汗热病在农村地区高发。